# Canton de Lyon-XIII
Le canton de Lyon-XIII est une ancienne division administrative française, située dans le département du Rhône en région Rhône-Alpes.

## Composition
Le canton de Lyon-XIII correspondait à la partie orientale du 3e arrondissement de Lyon, limitée à l'ouest par l'avenue Félix-Faure (entre la place des Maisons Neuves et la place Rouget de l'Isle), l'avenue Lacassagne et la rue du Docteur Rebatel. Il comprenait le quartier de Montchat (y compris le nord du secteur de Grange Blanche) et une partie du quartier Sans Souci - Dauphiné.

## Histoire
Le canton de Lyon 11 est créé par la loi du 10 avril 1914. Il est amputé de sa partie occidentale (devenu le canton de Lyon-XI) lors du redécoupage des cantons lyonnais par le décret du 28 février 2000 et prend alors le nom de Lyon-XIII.
Il disparaît le 1er janvier 2015 avec la création de la métropole de Lyon.

## Représentation
| Période | Période      | Identité                | Étiquette              | Qualité |
| ------- | ------------ | ----------------------- | ---------------------- | --- |
| 1919    | 1931 (décès) | Étienne Richerand       | SFIO                   | Cordonnier Adjoint au maire de Lyon (1925-1931) Député (1928-1931)                                                                     |
| 1931    | 1937         | Marcel-Raymond Gras     | Radical                | Conseiller municipal du 3ème arrondissement de Lyon                                                                                    |
| 1937    | 1940         | André Philip            | SFIO                   | Professeur à la faculté de droit de Lyon Député (1936-1940 et 1945-1951)                                                               |
| 1945    | 1951         | Antoine Rey (1897-1977) | PCF                    | Dessinateur puis sous-chef à la SNCF Secrétaire général du Comité de Libération du Rhône, au titre du FN                               |
| 1951    | 1964         | Pierre Rouby            | RPF                    | Professeur d'éducation physique Adjoint au maire de Lyon                                                                               |
| 1964    | 1982         | Jean Baridon            | UDR puis apparenté UDF | Médecin Député (1967-1968 et 1977-1981)                                                                                                |
| 1982    | 2008         | Jean Flacher            | UDF-PR puis DL         | Directeur d'entreprise Vice-président du conseil général Maire du 3e arrondissement (1983-1989 et 1995-2001)                           |
| 2008    | 2014         | Najat Vallaud-Belkacem  | PS                     | Juriste Adjointe au maire de Lyon (2008-2012) Ministre des droits des femmes (2012-2014) Ministre de l'Éducation nationale (2014-2017) |

## Évolution démographique
| 2006   | 2011   |
| ------ | ------ |
| 25 236 | 27 411 |